# Bâtiment situé 1 rue Surepova à Topola
Le bâtiment situé 1 rue Surepova à Topola (en serbe cyrillique : Зграда у Ул. Суреповој 1 у Тополи ; en serbe latin : Zgrada u Ul. Surepovoj 1 u Topoli) se trouve à Topola et dans le district de Šumadija, en Serbie. Elle est inscrite sur la liste des monuments culturels protégés de la république de Serbie (identifiant no SK 814).

## Présentation
Le bâtiment a été construit à la fin du XIXe siècle pour accueillir les bureaux de la chancellerie de la première municipalité de Topola ; cette fonction lui vaut le surnom de « Sreska kuća », la « maison du srez »,. Le bâtiment possède les caractéristiques de l'architecture urbaine de la Serbie de cette époque.
De plan rectangulaire, il est constitué d'un sous-sol et d'un haut rez-de-chaussée sans décoration. Il est construit en pierres, en briques et en bois. Treize fenêtres en bois rythment l'ensemble. L'entrée de la maison s'effectue par la cour ; un escalier conduit à petit porche-galerie en bois.
Aujourd'hui, le bâtiment est occupé par l'administration de la municipalité de Topola.